# Liste der Rostocker Bürgermeister
Diese Liste benennt die Rostocker Bürgermeister vom 13. Jahrhundert bis heute.

## Ratsherren bis Anfang 1289 (Auswahl)
In dieser Zeit übernahmen die Ratsherren die Aufgaben des Bürgermeisters, da es noch keinen Bürgermeister als solchen gab.
- 1252: Ludolf von Warnemünde
- 1258: Johann von Bukow
- 1262: Lambert von Malchin
- 1262: Rudolf von Schwastorf
- 1262: Heinrich Radele
- 1262: Bernhard von Bölkow
- 1275: Heinrich von Bützow
- 1289: Martin von Wolde

## Bürgermeister bis 1800 (unvollständig)
In dieser Zeit gab es zum Teil bis zu sechs Bürgermeister gleichzeitig, daher können sich einige Amtszeiten überschneiden.
Bürgermeister und Ratsherren regierten in dieser Zeit zusammen.
- 1289: Eberhard Nachtrabe, einmal amtierender Bürgermeister und erster, als „Bürgermeister“ genannter Rostocker
- 1289: Heinrich Mönch
- 1289–1298: Johann Rode, zweimal amtierender Bürgermeister in dieser Zeit
- ????–1293: Engelbert Bomgarde
- 1297–1298: Johann Witt, zweimal amtierender Bürgermeister in dieser Zeit
- um 1310: Bernhard Kopman ???
- 1314–1334: Johann Pape, 6 Mal amtierender Bürgermeister in dieser Zeit
- 1318–1323: Dietrich Frese, 3 Mal amtierender Bürgermeister in dieser Zeit
- 1323–1335: Arnold Kopmann, 5 Mal amtierender Bürgermeister in dieser Zeit
- 1323–1348: Engelbert Bomgarde, 7 Mal amtierender Bürgermeister in dieser Zeit
- 1330–1334: Hinrich Frese, der Ältere (zweiter Hinrich Frese in der Familie)
- ca. 1334–1339: Johann Rode, 2 Mal amtierender Bürgermeister in dieser Zeit
- 1338–1347: Ludolf von Gothland,[1] 5 Mal amtierender Bürgermeister in dieser Zeit
- 1339–1359: Heinrich Rode, 10 Mal amtierender Bürgermeister in dieser Zeit
- 1339–1360: Johann Töllner, 16 Mal amtierender Bürgermeister in dieser Zeit
- 1346: Ludwig Kruse, einmal amtierender Bürgermeister in dieser Zeit
- 1350: Heinrich Quast, einmal amtierender Bürgermeister in dieser Zeit
- 1351–1357: Dietrich Holloger, 4 Mal amtierender Bürgermeister in dieser Zeit
- 1359–1364: Hermann Lise, 4 Mal amtierender Bürgermeister in dieser Zeit
- 1359–1365: Hinrich Frese, einmal amtierender Bürgermeister in dieser Zeit (dritter Hinrich Frese in der Familie)
- 1359–1367: Johann Bomgarde,[2] 8 Mal amtierender Bürgermeister in dieser Zeit
- 1361–1392: Arnold Kröpelin,[3] 16 Mal amtierender Bürgermeister in dieser Zeit
- 1364–1384: Johann Kyritz, 12 Mal amtierender Bürgermeister in dieser Zeit
- 1368–1373: Lambert Witt, 6 Mal amtierender Bürgermeister in dieser Zeit
- 1370–1374: Gerwin Wilde, 4 Mal amtierender Bürgermeister in dieser Zeit
- 1376–1400: Johann von der Aa, 16 Mal amtierender Bürgermeister in dieser Zeit
- 1378–1396: Ludwig Kruse, 11 Mal amtierender Bürgermeister in dieser Zeit
- um 1380: Engelbert Katzow
- 1390–1400: Heinrich Witt, 7 Mal amtierender Bürgermeister in dieser Zeit
- ca. 1393–1396: Winold Baggel, 7 Mal amtierender Bürgermeister in dieser Zeit
- 1401, 1417 Vicko von Zehna, 1410 bis 1416 während des Aufstandes abgesetzt.[4]
- ca. 1418–1439: Heinrich Katzow, fertigte 1419 die Stiftungsurkunde der Universität Rostock mit an
- um 1450: Vicko von Zehna (auch Vikke von Zehne)
- 1474–1499: Bartold Kerkhof (auch Bertold Kerkhof), Erbauer des Kerkhoffhauses
- 1487–1489: Vicco von Hervorden[5]
- 1487–1492: Arndt Hasselbeck[6]
- 1489–1499: Dietrich Boldewan
- Ende 15. Jh. Kord Köne
- 1546–1555: Bartold Kerkhof (auch Bertold K.), Enkel des von 1474 bis 1499 als Bürgermeister amtierenden Bartold Kerkhof
- 1530–1556: Heinrich Boldewan
- um 1534: Bernd Murmann
- 1552–1565: Johann von Hervorden
- um 1555: Hinrich Göldeniz
- 1552: Peter Brümmer
- 1566: Christoph Bützow (in weiteren Quellen ab 1574)
- 1568: Balthasar Gaule I.[7] (auch Baltzer Gule, Guhl), Amtsantritt am 1. August
- 1591: Friedrich Hein
- Anfang 17. Jh. Bernd Paul (auch Bernhard Pauli)
- Anfang 17. Jh. Jakob Lembke
- 1600–1605: Johann Korf
- 1605–????: Bernhard Jüngling
- 1613: Hermann Schilling, gestorben 1621
- 1623–1657: Johann Luttermann
- 1629: Joachim Coch
- 1632–1651: Nicolaus Scharffenberg

- 1652: Joachim Kleinschmidt
- 1663: Christoph Krauthof
- 1675: Peter Eggerdes

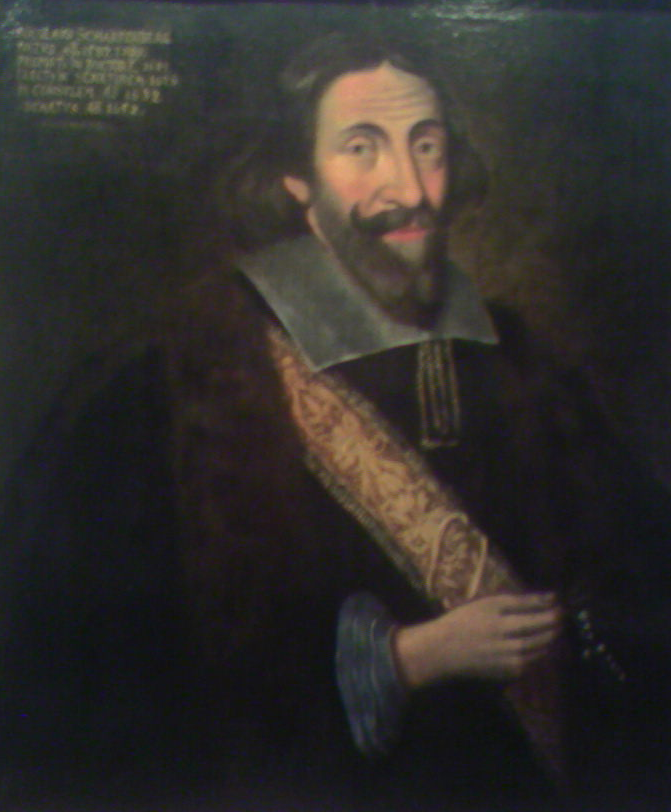
Nicolaus Scharffenberg

- 1691–1693: Jacob Lembke, verstarb am  20. Februar
- 1693: Christoph Redecker, Amtsantritt am 7. März
- 1686–1702: Jacob Diesteler
- 1702: Christian Michael Stever
- 1706–1724: Johann Joachim Tielcke
- 1708: Johann Joachim Beselin
- 1726: Johann Joachim Jörcke
- 1731: Joachim Krauel
- 1732: Valentin Johann Beselin, Amtsantritt am 10. September
- 1751: Joachim Heinrich Pries
- 1756–1761: Hinrich Nettelbladt (auch Heinrich Nettelbladt), Amtsantritt am 18. Oktober
- 1761: Johann Georg Burgmann
- 1764–1778: Jacob Heinrich Balecke
- 1784–1793: Johann Christian Sigismund Koppe
- 1794–1800: Johann Friedrich Hülsenbeck
- 1796: Christian Ludwig Johann Behm

## Bürgermeister bis 1919
In dieser Zeit gab es drei Bürgermeister gleichzeitig, daher überschneiden sich die Amtszeiten.
- 1803–1833: Joachim Friedrich Zoch
- 1803–1819: Johann Ludwig Schrepp
- 1805–1818: Michael Eberhard Prehn
- 1819–1830: Johann Taddel
- 1820–1825: Joachim Daniel Koch
- 1826–1833: Christian Andreas Hill
- 1830–1836: Christian Heinrich Saniter
- 1830–1844: Joachim Friedrich Karl Brandenburg
- 1834: Theodor Stever
- 1834–1839: Franz Heinrich Hülsenbeck
- 1836–1846: Detloff Karsten
- 1839: Johann Friedrich Schrepp
- 1840–1861: Johann Friedrich Bauer
- 1844–1861: Ernst Heinrich Bencard
- 1846–1861: August Ludwig Albert Petersen
- 1861–1882: Ferdinand Justus Crumbiegel
- 1863–1871: Christian Heinrich Janetzky
- 1863–1880: Hermann Zastrow
- 1871–1874: Eduard Joachim Friedrich Passow
- 1876–1878: Ernst Joachim Heinrich Johann Paetow
- 1879–1895: Eduard Johann Georg Burchard
- 1880–1889: Wilhelm Giese
- 1882–1907: Georg Friedrich Adolf Simonis
- 1889–1914: Magnus Maßmann
- 1896–1907: Peter Joachim Friedrich Burchard
- 1907–1919: Albert Clement
- 1907–1919: Adolf Becker
- 1914–1919: Johann Paschen

## Bürgermeister bzw. Oberbürgermeister seit 1919
- 1919–1930: Ernst Heydemann (parteilos), ab 1925 Oberbürgermeister
- 1930–1935: Robert Grabow (DNVP)
- 1935–1945: Walter Volgmann (NSDAP)
- 1945: Christoph Seitz
- 1945–1946: Otto Kuphal (SPD)
- 1946–1949: Albert Schulz (SPD)
- 1949–1952: Max Burwitz (SED)
- 1952–1953: Rudolf Heyden (SED)
- 1953–1954: Karl Kasten (SED)
- 1954–1955: Hans Röther, amtierender Oberbürgermeister
- 1955: Bruno Schmidt (SED)
- 1956–1960: Wilhelm Solisch (SED)
- 1961–1968: Rudi Fleck (SED)
- 1968–1975: Heinz Kochs (SED)
- 1975–1990: Henning Schleiff (SED)
- 1990: Christoph Kleemann, amtierender Oberbürgermeister
- 1990–1993: Klaus Kilimann (SPD)
- 1993–1995: Dieter Schröder (SPD)
- 1995–2004: Arno Pöker (SPD) (Rücktritt zum 31. Oktober 2004)
- 2005–2019: Roland Methling (UFR)
- 2019–2022: Claus Ruhe Madsen (parteilos)
- seit 2023: Eva-Maria Kröger (Die Linke)

## Präsidenten der Bürgerschaft
- 1990 – 1994: Christoph Kleemann (Bündnis 90/Die Grünen)
- 1994 – 2004: Ralf Friedrich (SPD)
- 21. Juli 2004 – 3. Dezember 2008: Liesel Eschenburg (CDU) († 3. Dezember 2008)
- 28. Januar 2009 – 15. Juli 2009: Ingrid Bacher (SPD) (zuvor amtierend)
- 15. Juli 2009 – 2. Juli 2014: Karina Jens (CDU)
- 2. Juli 2014 – 3. Juli 2019: Wolfgang Nitzsche (Die Linke)
- seit 3. Juli 2019: Regine Lück (Die Linke)

## Oberbürgermeisterwahlen
|      | Name               | Partei/Bündnis    | Stimmen | Prozent                        |
| ---- | ------------------ | ----------------- | ------- | ------------------------------ |
|      | Arno Pöker         | SPD               | 23.995  | 32,2 % keine absolute Mehrheit |
|      | Alexander Prechtel | CDU               | 20.105  | 27,0 %                         |
| Foto | Harald Terpe       | Parteilos Für B90 | 14.246  | 19,1 %                         |
|      | Christina Molle    | PDS               | 13.183  | 17,7 %                         |
|      | Karl-Heinz Staib   | Einzelbewerber    | 1.474   | 2,0 %                          |
|      | Christine Lehnert  | SAV               | 538     | 0,7 %                          |
|      | Ulrich Kesting     | Einzelbewerber    | 533     | 0,7 %                          |
|      | Helmut Hochmuth    | Einzelbewerber    | 518     | 0,7 %                          |

- Wahlberechtigte: 166.038
- Wähler: 75.026
- Wahlbeteiligung: 45,2 %

| Name                  | Partei/Bündnis | Stimmen | Prozent |
| --------------------- | -------------- | ------- | ------- |
| Arno Pöker Wahlsieger | SPD            | 35.981  | 59,2 %  |
| Alexander Prechtel    | CDU            | 24.828  | 40,8 %  |

- Wahlberechtigte: 165.978
- Wähler: 61.407
- Wahlbeteiligung: 37,0

|      | Name                       | Partei/Bündnis                                   | Stimmen | Prozent                  |
| ---- | -------------------------- | ------------------------------------------------ | ------- | ------------------------ |
| Foto | Roland Methling Wahlsieger | Einzelkandidat mit Bündnis “FÜR Rostock”         | 41.933  | 58,2 % absolute Mehrheit |
| Foto | Sebastian Schröder         | SPD / Bündnis 90/Die Grünen gemeinsamer Kandidat | 13.783  | 19,1 %                   |
|      | Ida Schillen               | PDS                                              | 9.256   | 12,9 %                   |
|      | Dieter Schörken            | CDU                                              | 5.468   | 7,6 %                    |
|      | Jan Zeggel                 | Einzelkandidat                                   | 375     | 0,5 %                    |
|      | Brunhild Finck             | Einzelkandidat                                   | 335     | 0,5 %                    |
|      | Detlef Voß                 | Einzelkandidat                                   | 306     | 0,4 %                    |
|      | Toralf Vetter              | Einzelkandidat                                   | 239     | 0,3 %                    |
|      | René Laubert               | FLD                                              | 145     | 0,2 %                    |
|      | Bernhard Eickstädt         | Einzelkandidat                                   | 100     | 0,1 %                    |
|      | Peter Konrad               | Einzelkandidat                                   | 75      | 0,1 %                    |

- Wahlberechtigte: 169.521
- Wähler: 72.341
- Wahlbeteiligung: 42,7 Prozent

|      | Name                       | Partei/Bündnis                           | Stimmen | Prozent                  |
| ---- | -------------------------- | ---------------------------------------- | ------- | ------------------------ |
| Foto | Roland Methling Wahlsieger | Einzelkandidat mit Bündnis “FÜR Rostock” | 33.929  | 53,8 % absolute Mehrheit |
|      | Ait Stapelfeld             | SPD                                      | 8.764   | 13,9 %                   |
|      | Kerstin Mieth              | DIE LINKE                                | 8.687   | 13,8 %                   |
|      | Karina Jens                | CDU                                      | 4.597   | 7,3 %                    |
|      | Christian Blauel           | GRÜNE                                    | 3.426   | 5,4 %                    |
|      | Sybille Bachmann           | Rostocker Bund                           | 2.990   | 4,7 %                    |
|      | Toralf Vetter              | Einzelkandidat                           | 657     | 1 %                      |

- Wahlberechtigte: 173.550
- Wähler: 63.438 (davon 388 ungültige Stimmen)
- Wahlbeteiligung: 36,6 Prozent

|      | Name                            | Partei/Bündnis            | Stimmen | Prozent                        |
| ---- | ------------------------------- | ------------------------- | ------- | ------------------------------ |
| Foto | Claus Ruhe Madsen               | parteilos für CDU und FDP | 35.054  | 34,6 % keine absolute Mehrheit |
| Foto | Steffen Bockhahn                | DIE LINKE                 | 19.174  | 18,9 %                         |
| Foto | Chris Müller-von Wrycz Rekowski | SPD                       | 13.433  | 13,2 %                         |
|      | Dirk Zierau                     | Unabhängige für Rostock   | 11.957  | 11,8 %                         |
|      | Uwe Flachsmeyer                 | GRÜNE                     | 10.378  | 10,2 %                         |
|      | Sybille Bachmann                | Rostocker Bund            | 6.239   | 6,2 %                          |
|      | Tom Reimer                      | Einzelkandidat            | 2.475   | 2,4 %                          |
|      | Edgar Schulze                   | Einzelkandidat            | 1.598   | 1,6 %                          |
|      | Matthias Bräuer                 | Einzelkandidat            | 1.118   | 1,1 %                          |

- Wahlberechtigte: 173.650
- Wähler: 102.527 (davon 1.112 ungültige Stimmen)
- Wahlbeteiligung: 59,0 %

|      | Name              | Partei/Bündnis            | Stimmen | Prozent |
| ---- | ----------------- | ------------------------- | ------- | ------- |
| Foto | Claus Ruhe Madsen | parteilos für CDU und FDP | 43.340  | 57,1 %  |
| Foto | Steffen Bockhahn  | DIE LINKE                 | 32.619  | 42,9 %  |

- Wahlberechtigte: 173.186
- Wähler: 76.437 (davon 478 ungültige Stimmen)
- Wahlbeteiligung: 44,1 %[12]

| Bewerber              | Partei/Bündnis                  | Stimmen | Prozent |
| --------------------- | ------------------------------- | ------- | ------- |
| Eva-Maria Kröger      | DIE LINKE                       | 18.878  | 25,3 %  |
| Michael Ebert         | parteilos für CDU, FDP und UFR  | 17.591  | 23,6 %  |
| Carmen-Alina Botezatu | SPD                             | 12.338  | 16,5 %  |
| Claudia Müller        | GRÜNE                           | 6.410   | 8,6 %   |
| Michael Meister       | AfD                             | 4.812   | 6,5 %   |
| Jörg Kibellus         | Einzelbewerber, SPD-Mitglied    | 3.835   | 5,1 %   |
| Jens Kaufmann         | Einzelbewerber                  | 3.007   | 4,0 %   |
| Robert Uhde           | Einzelbewerber                  | 1.807   | 2,4 %   |
| Karol Langickel       | Einzelbewerber                  | 1.442   | 1,9 %   |
| Holger Luckstein      | Einzelbewerber                  | 1.182   | 1,6 %   |
| Nils Burmeister       | Einzelbewerber                  | 1.109   | 1,5 %   |
| Rebecca Thoß          | Deutsche Biertrinkerinnen Union | 669     | 0,9 %   |
| Niklas Zimathis       | Einzelbewerber, SPD-Mitglied    | 453     | 0,6 %   |
| Roland Ulrich         | Einzelbewerber                  | 368     | 0,5 %   |
| Matthias Bräuer       | Einzelbewerber                  | 312     | 0,4 %   |
| Kai Oppermann         | Einzelbewerber                  | 196     | 0,3 %   |
| Alina Kreis           | Einzelbewerberin                | 155     | 0,2 %   |

- Wahlberechtigte: 171.883
- Wähler: 75.059 (davon 495 ungültige Stimmen)
- Wahlbeteiligung: 43,7 %[18]

|      | Name             | Partei/Bündnis              | Stimmen | Prozent |
| ---- | ---------------- | --------------------------- | ------- | ------- |
| Foto | Eva-Maria Kröger | DIE LINKE                   | 36.545  | 58,4 %  |
| Foto | Michael Ebert    | parteilos für CDU, FDP, UFR | 26.082  | 41,6 %  |

- Wahlberechtigte: 171.462
- Wähler: 63.229 (davon 602 ungültige Stimmen)
- Wahlbeteiligung: 36,9 %[19]